# Miquel Travé
Miquel Travé Pujal (Seo de Urgel, 6 de enero de 2000) es un deportista español que compite en piragüismo en la modalidad de eslalon.
En los Juegos Europeos de Cracovia 2023 consiguió dos medallas, oro en K1 por equipos y plata en C1 individual.
Ganó una medalla de plata en el Campeonato Mundial de Piragüismo en Eslalon de 2019 y cuatro medallas en el Campeonato Europeo de Piragüismo en Eslalon, en los años 2022 y 2025.
Participó en los Juegos Olímpicos de París 2024, ocupando el quinto lugar en la prueba de C1 y el vigesimoquinto en kayak cross.

## Palmarés internacional
| Campeonato Mundial | Campeonato Mundial             | Campeonato Mundial | Campeonato Mundial |
| Año                | Lugar                          | Medalla            | Competición        |
| ------------------ | ------------------------------ | ------------------ | ------------------ |
| 2019               | Seo de Urgel (España)          | Medalla de plata   | C1 por equipos     |
| Juegos Europeos    |                                |                    |                    |
| Año                | Lugar                          | Medalla            | Competición        |
| 2023               | Cracovia (Polonia)             | Medalla de oro     | K1 por equipos     |
| 2023               | Cracovia (Polonia)             | Medalla de plata   | C1 individual      |
| Campeonato Europeo |                                |                    |                    |
| Año                | Lugar                          | Medalla            | Competición        |
| 2022               | Liptovský Mikuláš (Eslovaquia) | Medalla de bronce  | C1 individual      |
| 2022               | Liptovský Mikuláš (Eslovaquia) | Medalla de bronce  | C1 por equipos     |
| 2025               | Vaires-sur-Marne (Francia)     | Medalla de oro     | C1 individual      |
| 2025               | Vaires-sur-Marne (Francia)     | Medalla de bronce  | K1 por equipos     |